# Odontocera trisignata
Odontocera trisignata là một loài bọ cánh cứng trong họ Cerambycidae.